# 青年守則
青年守則是由蔣中正提出、過去中華民國國民政府給予國內青少年的道德教育規範，共十二條，又稱青年十二守則。

## 歷史
1935年（民國二十四年）9月，時任國民政府軍事委員會委員長的蔣中正主持峨嵋軍官訓練團，認為若需教育幹部及民眾，必須從青少年做起；特手訂「中國童子軍守則」十二條作為今後中國童子軍修養之標準，內容包括四維八德與三達德：即第一至五條為忠孝仁愛信義和平，第六至九條為禮義廉恥，第十至十二條為智仁勇。中國童子軍總會副會長戴季陶，曾與蔣中正函電商榷；蔣易稿五、六次，始成定案。1935年11月12日國父誕辰紀念日，中國國民黨第五次全國代表大會開幕，蔣中正手書「中國童子軍守則」十二條，指示中國國民黨黨員亦當誦習並終身實踐；同月18日，中國國民黨第五次全國代表大會決議，通過經戴季陶加撰前文、由主席團提出之「中國國民黨黨員守則案」。1938年，當時的中華民國教育部部長陳立夫認為，「中國國民黨黨員守則」應適用於所有青年，通令全國學校一致遵行，規定要在朝會中宣讀，切實實施。隨後教育部頒「青年訓練大綱」，將「中國國民黨黨員守則」改稱「青年守則」（十二條），與「中華民國軍人讀訓」（十條）同列為德行方面之實施要點。

## 內容
|  | 一、忠勇為愛國之本 二、孝順為齊家之本 三、仁愛為接物之本 四、信義為立業之本 五、和平為處世之本 六、禮節為治事之本 七、服從為負責之本 八、勤儉為服務之本 九、整潔為強身之本 十、助人為快樂之本 十一、學問為濟世之本 十二、有恆為成功之本 |